# 4354 Euclides
4354 Euclides è un asteroide della fascia principale. Scoperto nel 1960, presenta un'orbita caratterizzata da un semiasse maggiore pari a 2,7955143 UA e da un'eccentricità di 0,2089430, inclinata di 7,42739° rispetto all'eclittica.